# Schmalensee
Schmalensee település Németországban, Schleswig-Holstein tartományban. Lakosainak száma 483 fő (2023. december 31.).

## Népesség
A település népességének változása:
| Lakosok száma | 418  | 469  | 478  | 500  | 493  | 483  |
|               | 1975 | 2017 | 2019 | 2021 | 2022 | 2023 |